# 22505 Lewit
22505 Lewit (1997 UF) là một tiểu hành tinh vành đai chính được phát hiện ngày 19 tháng 10 năm 1997 bởi L. Sarounov ở Ondrejov.